# 足利学校

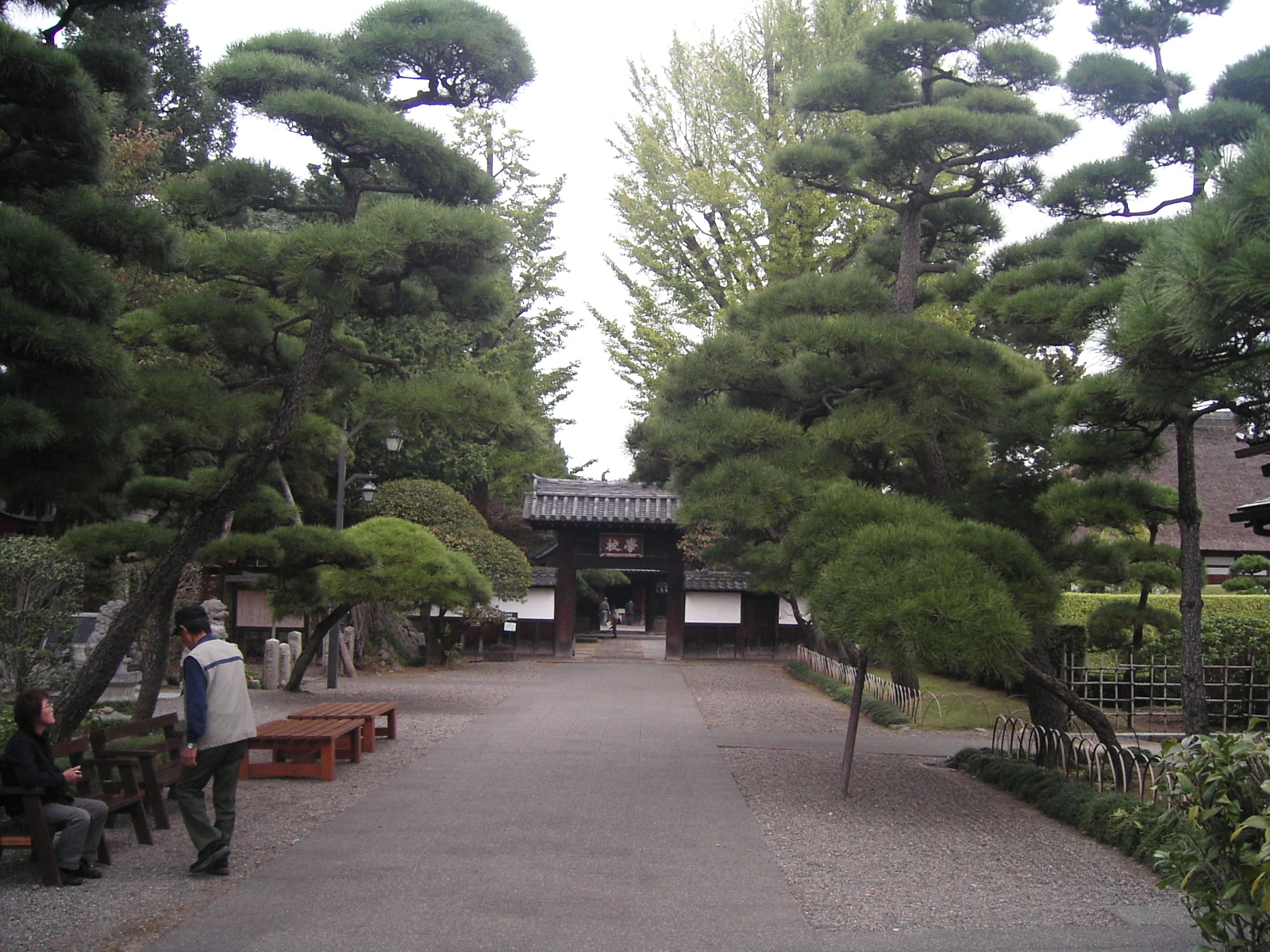
足利學校 正門

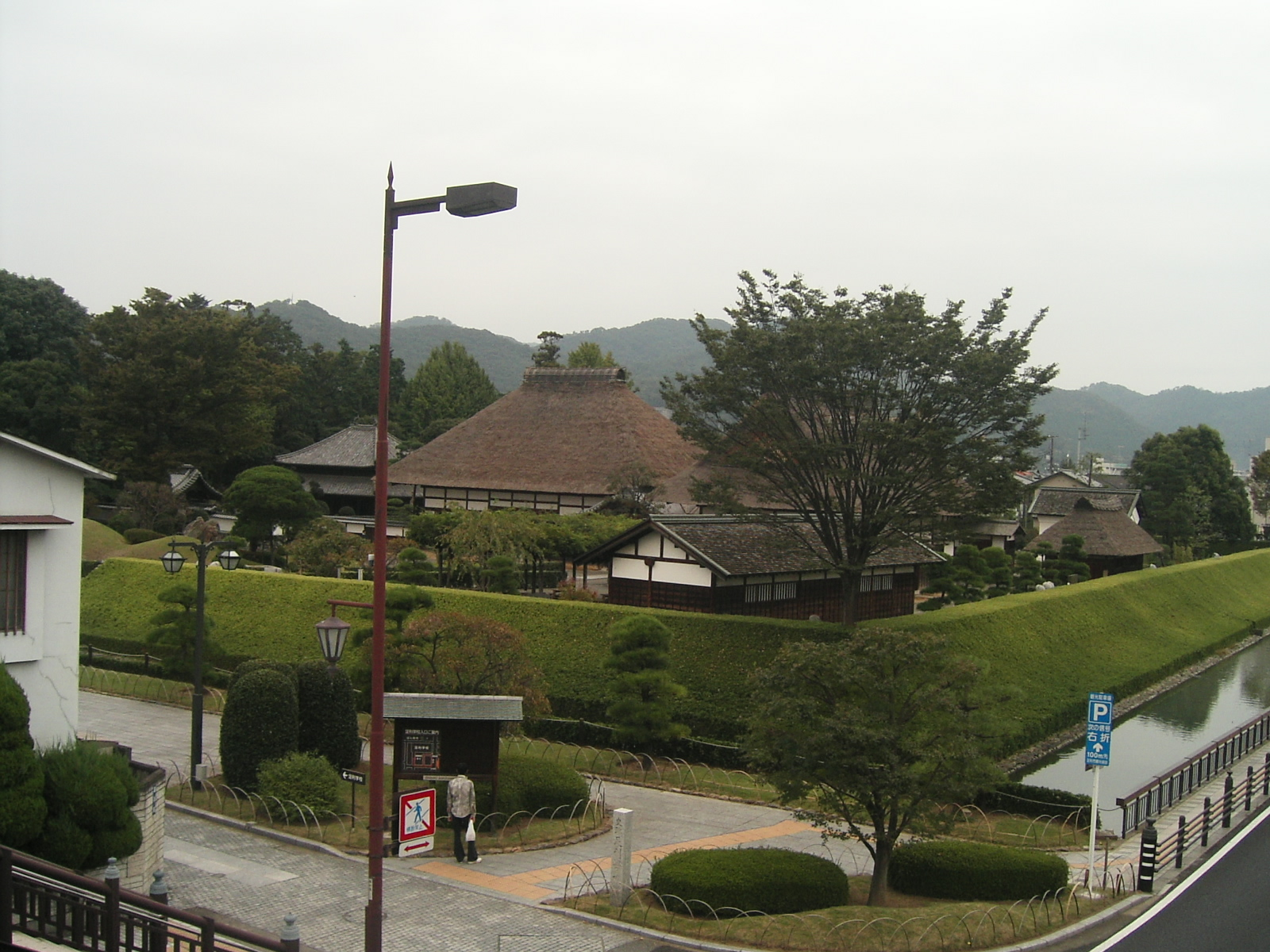
足利學校 全景

足利學校，或稱為足利大學，日本古代（一說為平安時代初期，一說為鎌倉時代）創辦的一所高等學校，被稱為“日本最古老的綜合大學”。位於日本首都東京北面約70公里的栃木縣足利市。在室町時代和戰國時代，是日本關東事實上的最高學府。校內的孔子廟被稱為“日本最古老的孔子廟”。

## 史跡指定
大正10年（1921年）3月3日，以“足利學校跡（含聖廟及附屬建築物）”之名被指定為日本史跡。

## 地址
- 栃木縣足利市昌平町‧大門通

## 關聯項目
- 七經孟子考文補遺

## 外部連結
- 史跡足利學校 （页面存档备份，存于）

36°20′17″N 139°27′06″E / 36.3381°N 139.4517°E